# Torrent de Cosidor
El torrent de Cosidor és un curs d'aigua que neix als vessants meridionals del puig de la Creu a Castellar del Vallès. Un cop entra al poble de Sentmenat desemboca a la riera del mateix nom.